# Gunnar Olsson (regissör)
Gunnar Olsson, född 10 juli 1904 i Oxelösund, död 16 september 1983 i Storkyrkoförsamlingen i Stockholm, var en svensk regissör, skådespelare och manusförfattare. 

## Biografi
Olsson var engagerad vid Gösta Ekmans teatrar 1931–1935, vid Dramaten 1935–1938 och vid Stockholms stadsteater 1960–1964. Han filmdebuterade 1933 i Lorens Marmstedts Kanske en diktare och regidebuterade 1935 med filmen Järnets män. Han har även arbetat med filmmanus och komponerat några melodier.
Han var från 1940 gift med skådespelaren Kerstin Berger. De är begravda på Norra begravningsplatsen utanför Stockholm.

## Filmografi i urval
- 1933 – Kanske en diktare
- 1933 – En melodi om våren
- 1933 – Tystnadens hus
- 1934 – Atlantäventyret
- 1934 – Marodörer
- 1935 – Flickor på fabrik
- 1935 – Järnets män
- 1936 – Alla tiders Karlsson
- 1936 – Bombi Bitt och jag
- 1939 – Vi två
- 1940 – Hanna i societén
- 1940 – ... som en tjuv om natten
- 1941 – Lasse-Maja
- 1942 – Fallet Ingegerd Bremssen
- 1944 – Klockan på Rönneberga
- 1944 – När seklet var ungt
- 1944 – Snöstormen
- 1946 – Harald Handfaste
- 1949 – Smeder på luffen
- 1949 – Flickan från tredje raden
- 1949 – Boman får snurren
- 1949 – Bohus Bataljon
- 1951 – Skeppare i blåsväder
- 1953 – Dumbom
- 1953 – Vägen till Klockrike
- 1954 – Gabrielle
- 1954 – Skrattbomben
- 1955 – Resa i natten
- 1957 – Ingen morgondag
- 1957 – Som man bäddar...
- 1957 – Smultronstället
- 1957 – Det sjunde inseglet
- 1957 – Gårdarna runt sjön
- 1957 – Arken
- 1958 – Jazzgossen
- 1958 – Kvinna i leopard
- 1959 – Mälarpirater
- 1959 – Lejon på stan
- 1960 – På en bänk i en park
- 1962 – Älskarinnan
- 1964 – Henrik IV
- 1965 – En historia till fredag (TV-serie)
- 1966 – Adamsson i Sverige
- 1970 – Körsbärsträdgården
- 1973 – Revisorn
- 1974 – Sagan om Siv
- 1974 – Gangsterfilmen

### Regi
- 1935 – Järnets män
- 1936 – Vårt bygge på hem och samhälle (kortfilm)
- 1937 – Bergslagsfolk
- 1938 – Snickar Folking tar semester (kortfilm)
- 1938 – Du gamla du fria
- 1939 – Vi på Solgläntan
- 1939 – Frun tillhanda
- 1940 – Hanna i societén
- 1941 – Lasse-Maja
- 1942 – Kvinnan tar befälet
- 1942 – En äventyrare
- 1943 – När ungdomen vaknar
- 1943 – Det går som en dans (kortfilm)
- 1944 – När seklet var ungt
- 1945 – Baklängeskakan (kortfilm)
- 1945 – Den glade skräddaren
- 1947 – Varsågod och skölj
- 1948 – Janne Vängmans bravader
- 1948 – De valde friheten! (kortfilm)
- 1949 – Janne Vängman på nya äventyr
- 1951 – Skeppare i blåsväder
- 1952 – Janne Vängman i farten

### Filmmanus
- 1937 – Bergslagsfolk
- 1938 – Du gamla du fria
- 1939 – Frun tillhanda

### Filmmusik
- 1945 – Jagad

## Teater

### Roller (ej komplett)
| År   | Roll                              | Produktion                                                                | Regi                 | Teater                   |
| ---- | --------------------------------- | ------------------------------------------------------------------------- | -------------------- | ------------------------ |
| 1929 | Schumann Herr Schmidt             | Siegfried Jean Giraudoux                                                  | Olof Molander        | Dramaten                 |
| 1929 | Gustou                            | Äventyret Gaston Arman de Caillavet och Robert de Flers                   | Karl Hedberg         | Dramaten                 |
| 1929 | Ett bud                           | Kameliadamen Alexandre Dumas d. y.                                        | Olof Molander        | Dramaten                 |
| 1930 | En hovmästare Tamise              | Topaze Marcel Pagnol                                                      | Gustaf Linden        | Dramaten                 |
| 1930 | Dick Berney Roberts               | Ungkarlspappan Edward Childs Carpenter                                    | Olof Molander        | Dramaten                 |
| 1931 | Belysningsmästaren                | Thalias barn Tor Hedberg                                                  | Gustaf Linden        | Dramaten                 |
| 1931 | Jean                              | Fröken Julie August Strindberg                                            |                      | Konserthusteatern        |
| 1931 | Länsmannen                        | Hans nåds testamente Hjalmar Bergman                                      | Per Lindberg         | Vasateatern              |
| 1931 |                                   | Skomakarkaptenen i Köpenick Carl Zuckmayer                                | Per Lindberg         | Vasateatern              |
| 1932 | Phil Evans                        | Gröna hissen (Fair and Warmer) Avery Hopwood                              | Gösta Ekman          | Vasateatern              |
| 1932 | Rosenblatt                        | Till Hollywood (Merton of the Movies) George S. Kaufman och Marc Connelly | Gösta Ekman          | Vasateatern              |
| 1932 | Greve Archi                       | "Patrasket" Hjalmar Bergman                                               | Gösta Ekman          | Vasateatern              |
| 1932 | Viding                            | Kanske en diktare Ragnar Josephson                                        | Gösta Ekman          | Vasateatern              |
| 1932 | Julius Markdauner                 | Mästerkatten i stövlarna (Markis'en af Carabas) Palle Rosenkrantz         | Gösta Ekman          | Vasateatern              |
| 1932 | Lexy Mill                         | Candida George Bernard Shaw                                               | Gösta Ekman          | Vasateatern              |
| 1932 | Phil Evans                        | Gröna hissen (Fair and Warmer) Avery Hopwood                              | Gösta Ekman          | Vasateatern              |
| 1932 | Nick Verdis                       | Broadway Philip Dunning och George Abbott                                 | Mauritz Stiller      | Vasateatern              |
| 1932 | Drängen Laurits                   | Adam och Evorna Sigurd Hoel och Helge Krog                                | Gösta Ekman          | Folkteatern              |
| 1933 |                                   | En caprice Sil Vara                                                       | Gösta Ekman          | Vasateatern              |
| 1933 |                                   | Charleys tant Brandon Thomas                                              |                      | Gösta Ekmans Folkteater  |
| 1933 | Sidney Lowe                       | Mannen och hans omoral (The Second Man) Samuel Nathaniel Behrman          | Gösta Ekman          | Vasateatern              |
| 1933 | Wolfgang Krehl                    | Högre skolan (Olimpia) Ferenc Molnár                                      | Gösta Ekman          | Vasateatern              |
| 1933 | Dan Packard                       | Middag kl. 8 (Dinner at Eight) George S. Kaufman och Edna Ferber          | Gösta Ekman          | Vasateatern              |
| 1933 | Aristide Vauclin                  | Banken (La Banque Nemo) Louis Verneuil                                    | Hjalmar Peters       | Vasateatern              |
| 1934 | Polonius                          | Hamlet William Shakespeare                                                | Per Lindberg         | Vasateatern              |
| 1934 | En dåre                           | Långfredag (Good Friday) John Masefield                                   | Per Lindberg         | Vasateatern              |
| 1934 | En chaufför                       | Nästan gifta (Almost a Honeymoon) Walter Ellis                            | Gösta Ekman          | Vasateatern              |
| 1934 | Galg-Lasse                        | Bödeln Pär Lagerkvist                                                     | Per Lindberg         | Vasateatern              |
| 1935 | Theodor von Gahl                  | Karriär-karriär (A szerencse fia) Gábor Drégely                           | Gösta Ekman          | Vasateatern              |
| 1935 | Ivar Petrovitj Alexandrof         | Fedja eller Det levande liket (Живой труп, Živoj trup) Lev Tolstoj        | Per Lindberg         | Vasateatern              |
| 1935 | Henrik                            | En förtjusande fröken (Bezauberndes Fräulein) Ralph Benatzky              | Gösta Ekman          | Vasateatern              |
| 1935 | David Mc Comber                   | Ljuva ungdomstid Eugene O'Neill                                           | Rune Carlsten        | Dramaten                 |
| 1935 | Champlain, akademiens sekreterare | Den gröna fracken Gaston Arman de Caillavet                               | Rune Carlsten        | Dramaten                 |
| 1936 | Fabrikör Åvik                     | Kvartetten som sprängdes Birger Sjöberg                                   | Rune Carlsten        | Dramaten                 |
| 1936 | Läkaren                           | Millionärskan George Bernard Shaw                                         | Alf Sjöberg          | Dramaten                 |
| 1936 | Cosme                             | Spökdamen Calderon de la Barca                                            | Olof Molander        | Dramaten                 |
| 1936 | Edvin                             | Fridas visor Birger Sjöberg                                               | Rune Carlsten        | Dramaten                 |
| 1937 | Norrby                            | Skönhet Sigfrid Siwertz                                                   | Alf Sjöberg          | Dramaten                 |
| 1937 | En målare                         | Eva gör sin barnplikt Kjeld Abell                                         | Rune Carlsten        | Dramaten                 |
| 1937 | Ingolf Den unge arbetaren         | Vår ära och vår makt Nordahl Grieg                                        | Alf Sjöberg          | Dramaten                 |
| 1937 | Victor Emanuel Ruda               | Kungens paket Staffan Tjerneld och Alf Henrikson                          | Rune Carlsten        | Dramaten                 |
| 1945 |                                   | Cyrano de Bergerac Edmond Rostand                                         | Sandro Malmquist     | Malmö Stadsteater        |
| 1946 | Snickare Engstrand                | Gengångare Henrik Ibsen                                                   | Harry Roeck-Hansen   | Blancheteatern           |
| 1948 |                                   | Drömmarnas berg Maxwell Anderson                                          | Gösta Folke          | Malmö Stadsteater        |
| 1949 | Ingvar Sandberg                   | De fem fåglarna Staffan Tjerneld                                          | Björn Berglund       | Blancheteatern           |
| 1951 | Cletus P. Anderson                | Skaffa mig en våning Doris Frankel                                        | Per Gerhard          | Vasateatern              |
| 1951 |                                   | Låt mig ta hand om dig Max Catto                                          | Ernst Eklund         | Lisebergsteatern         |
| 1952 | Vetenskapsmannen                  | Komedin om oss myror Samuel Spewack                                       | John Zacharias       | Helsingborgs stadsteater |
| 1952 | Fadern                            | Jag vill kärleken Jean Anouilh                                            | Ingrid Luterkort     | Helsingborgs stadsteater |
| 1953 | Morfar Martin Vanderhof           | Komedin om oss människor Moss Hart och George S. Kaufman                  | Ingrid Luterkort     | Helsingborgs stadsteater |
| 1953 | Kommissarie Hubbard               | Mord per telefon Frederick Knott                                          | John Zacharias       | Helsingborgs stadsteater |
| 1953 | Alessandrovici                    | Ett huvud kortare Marcel Aymé                                             | John Zacharias       | Helsingborgs stadsteater |
| 1956 | Herr Dussel                       | Anne Franks dagbok Frances Goodrich och Albert Hackett                    | Olof Molander        | Intiman                  |
| 1957 | Bibinski                          | Ninotchka Marc-Gilbert Sauvajon                                           | Sven Lindberg        | Intiman                  |
| 1958 | Major Metcalf                     | Råttfällan Agatha Christie                                                | Börje Mellvig        | Blancheteatern           |
| 1960 | Skipper Mahan                     | Tuppen Seán O'Casey                                                       | Lars-Levi Laestadius | Stockholms stadsteater   |
| 1961 | Simjonov, godsägare               | Körsbärsträdgården Anton Tjechov                                          | Bengt Ekerot         | Stockholms stadsteater   |
| 1962 | Professorn                        | Sagoprinsen Vilhelm Moberg                                                | Carl Johan Ström     | Stockholms stadsteater   |
| 1963 | Miradoren                         | Bara en barberare Georges Schehadé                                        | Lars-Levi Laestadius | Stockholms stadsteater   |
| 1963 |                                   | Min kära är en ros Bo Sköld                                               | Sten Hedlund         | Riksteatern              |
| 1966 | Gérome                            | Fruar på vift Georges Feydeau                                             | Etienne Glaser       | Stockholms stadsteater   |
| 1979 | Vasilij                           | Platonov Anton Tjechov                                                    | Otomar Krejča        | Stockholms stadsteater   |

### Regi (ej komplett)
| År   | Produktion                                                     | Upphovsmän                              | Teater                   |
| ---- | -------------------------------------------------------------- | --------------------------------------- | ------------------------ |
| 1934 | London City                                                    | John van Druten                         | Vasateatern              |
| 1946 | Vår i september Les printemps des autres                       | Jean Jacques Bernard                    | Blancheteatern           |
| 1949 | Dödsdansen                                                     | August Strindberg                       | Blancheteatern           |
| 1951 | Svart chiffon Black Chiffon                                    | Lesley Storm                            | Blancheteatern           |
| 1953 | Apollon från Bellac L'Apollon de Bellac or L'Apollon de Marsac | Jean Giraudoux Översättning Elsa Thulin | Helsingborgs stadsteater |

### Scenografi
| År   | Produktion                  | Upphovsmän   | Regi          | Teater         |
| ---- | --------------------------- | ------------ | ------------- | -------------- |
| 1951 | Svart chiffon Black Chiffon | Lesley Storm | Gunnar Olsson | Blancheteatern |

## Radioteater

### Roller
| År   | Roll                     | Produktion                          | Regi               |
| ---- | ------------------------ | ----------------------------------- | ------------------ |
| 1942 | Rapp, fjärdingsman       | Marknadsafton Vilhelm Moberg        | Lars Madsén        |
| 1944 | Sme-Simon, hovslagare    | Auktion Josef Briné och Nils Ferlin | Lars Madsén        |
| 1954 | Sme-Simon, hovslagare    | Auktion Josef Briné och Nils Ferlin | Lars Madsén        |
| 1957 | Lokförare Albert Hansson | Grönt för mord Folke Mellvig        | Arne Mattsson      |
| 1958 | Kommissarie Brinck       | Flyg fula fluga... Folke Mellvig    | Carl-Otto Sandgren |
| 1959 | Direktören               | Vägglusen Vladimir Majakovskij      | Staffan Aspelin    |
| 1961 | Gustav Holm              | Ur askan i elden Folke Mellvig      | Börje Mellvig      |

### Regi
| År   | Produktion  | Upphovsmän      |
| ---- | ----------- | --------------- |
| 1944 | Amiralinnan | Hilding Östlund |

## Bilder

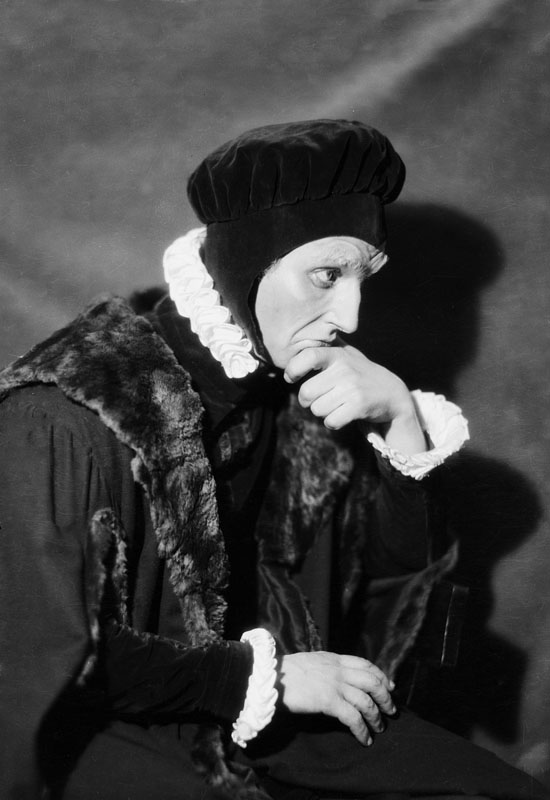
Gunnar Olsson i rollkaraktär någon gång 1925–1941.
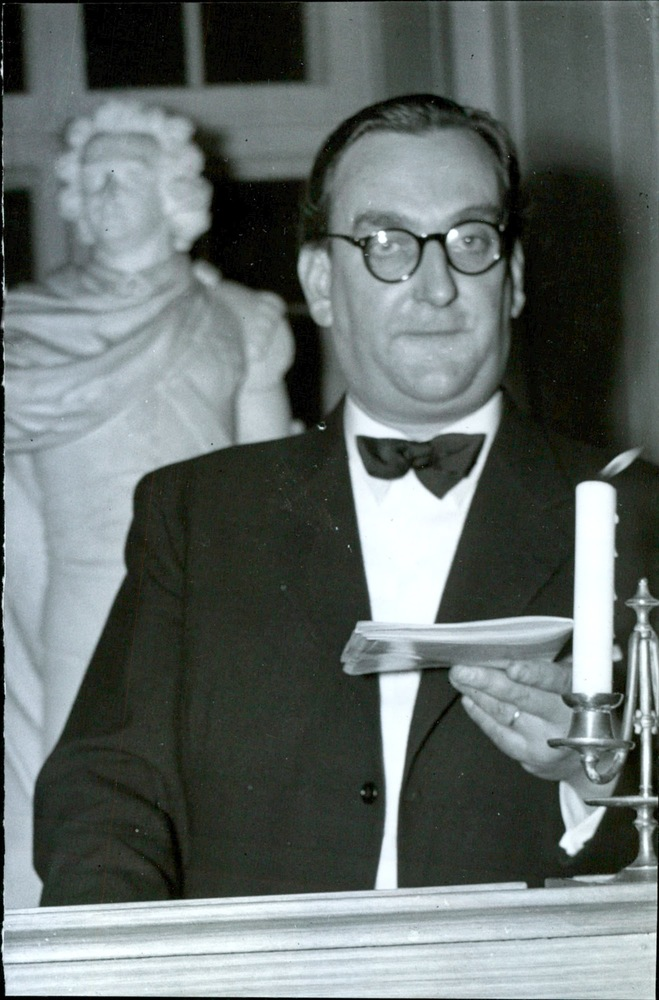
Gunnar Olsson i Börshuset 1947.
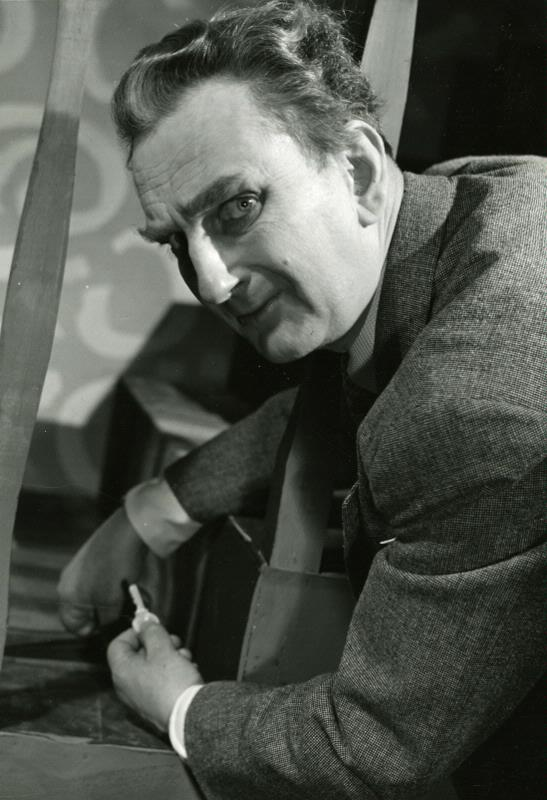
Gunnar Olsson i Mord per telefon på Helsingborgs stadsteater 1953.